# Tuone Udaina
Tuone Udaina (italsky Antonio Udina, 1840? – 10. června 1898) byl posledním mluvčím dalmatštiny, vymřelého jazyka z románské rodiny, jímž se mluvilo na pobřeží Dalmácie a blízkých ostrovech Cres, Krk a Rab. Používal její severní (veklisunské) nářečí, charakteristické pro rodný Krk (dalmatsky Vikla). Povoláním byl holič, od čehož pocházela jeho přezdívka – Barbur, což dalmatsky znamená právě „holič“.
Dalmatština nebyla opravdovou Udainovou mateřštinou. Naučil se ji v dětství, když tak občas spolu hovořili jeho rodiče, myslíce, že Tuone nerozumí. Před svou smrtí přiznal Matteo Bartolimu, jazykovědci, který na základě rozhovorů s ním shromažďoval informace o dalmatštině: „E-l mi tuota e la maja niena favlua cosaic, in veclisun, jali favlua ce jali kredua ce ju non kapaja, ma ju toč.“ (Můj otec a má matka tak mluvili, veklisunsky, neboť mysleli, že já nerozumím, ale já [jsem] všemu [rozuměl]).
Když v létě roku 1898 Udaina hovořil s Bartolim, dalmatštinu už asi dvacet let nepoužíval, nedoslýchal a neměl zuby. I přesto se lingvistovi podařilo zapsat 2800 dalmatských slov a různé příběhy, také z Udainova osobního života. Jeho dvousvazkové zpracování Das Dalmatische je největším zdrojem znalostí o tomto vymřelém jazyce.
Když ve svých 77 letech Udaina tragicky zahynul při výbuchu pozemní miny, vymřela s ním i dalmatština.